# ゴーゴン (モニター)

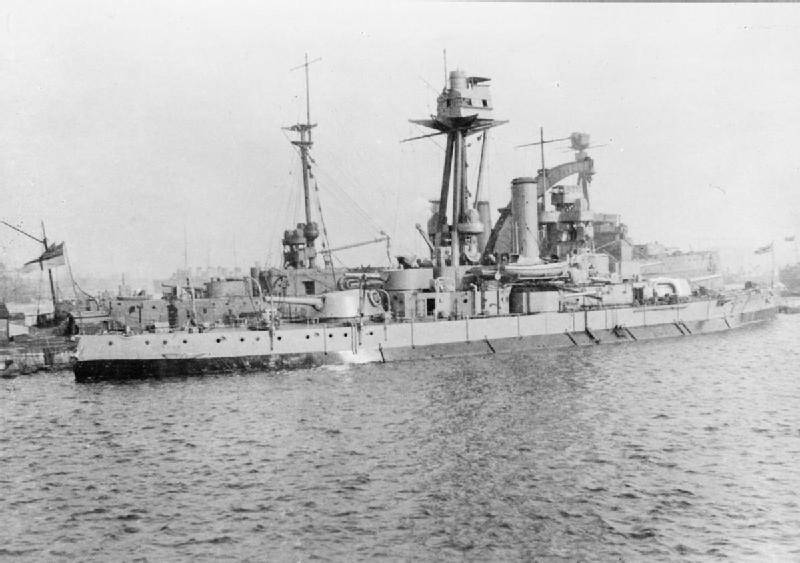
「ゴーゴン」

ゴーゴン (HMS Gorgon) はイギリス海軍のモニター。元はノルウェー海軍向けに建造された2隻の海防戦艦のうちの一隻で、「ニダロス (Nidados)」という艦名であった。ニダロスはトロンハイムのヴァイキング時代の表記である。

## 艦歴
エルズウィックのアームストロング・ホイットワース社で建造。1913年6月11日起工。1914年6月9日進水。建造中に第一次世界大戦が始まったことによりイギリスが獲得し、1918年5月1日に就役。6月4日竣工。
1918年6月6日にドーヴァーに到着。7月26日、オステンデの南約6浬にあったポンメルン砲台（380㎜砲1門）と交戦。続いて7月29日にはモニター「マーシャル・ソウルト」とともにオステンド南東2浬のティルピッツ砲台（280㎜砲4門）を砲撃した。9月28日、陸軍の攻勢支援のため「ゴーゴン」を含むモニター7隻による砲撃が実施された。「ゴーゴン」はラ・パンネ沖からスナースケルケ橋を砲撃。翌日も「ゴーゴン」は砲撃を行ったが、橋の被害はなかった。ドイツ軍が撤退を開始し、連合国軍の前進が再開した10月14日、「ゴーゴン」はミデルケルケ砲台を砲撃。次いで、敵の反応を見るため前進した「ゴーゴン」は砲撃を受けて夾叉されたが被弾はなかった。翌日、「ゴーゴン」はベルギー沿岸に対するモニターによる戦争中最後となる砲撃を行った。
1919年8月31日除籍。ルーマニアとの売却協議が行われたがまとまらず、1921年11月26日にいったんはスタンリー船舶解体＆引揚会社に売却されるも、これは取り消された。試験に利用された後、1928年8月26日にT. W. ウォード社に売却され、解体された。

## 要目
- 排水量：5705トン（満載）
- 全長：310フィート0インチ（94.49m）
- 全幅：73フィート7インチ（22.43m）
- 機関：ヤーロー混焼水管缶4基、ホーソン・レスリー社ニューカッスル製三段膨張式機関2基（4000指示馬力）、2軸
- 速力：設計15ノット、公試13ノット
- 兵装：9.2インチ砲2門（単装2基）、6インチ砲4門（単装4基）、3インチ高角砲2門、2ポンド高角砲4門
- 出典[12]